# Jimmy McLarnin
Jimmy McLarnin est un boxeur canadien né le 19 décembre 1907 à Hillsborough en Irlande du Nord et mort le 28 octobre 2004 à Richland, État de Washington.

## Carrière
Il devient champion du monde des poids welters le 29 mai 1933 après avoir battu l'italien Young Corbett III. Sa carrière est ensuite marquée par ses 3 affrontements contre Barney Ross: le premier perdu aux points le 28 mai 1934, le second remporté le 17 septembre 1934 et le troisième perdu à nouveau aux points le 28 mai 1935.

## Distinctions
- Ross - McLarnin I est élu combat de l'année en 1934.
- Il est membre de l'International Boxing Hall of Fame depuis 1991[1].

## Référence
1. ↑  (en) Biographie de Jimmy McLarnin sur le site de l'International Boxing Hall Of Fame (ibhof.com)